# Карачаєво-балкарська мова
Карача́єво-балка́рська (карачаївська, балкарська) мова (карач.-балк. къарачай-малкъар тил, тау тил) — одна з тюркських мов, мова карачаївців та балкарців.
Відноситься до Кипчацької групи тюркських мов. Поширена у Карачаєво-Черкесії та Кабардино-Балкарії, у Середній Азії, Туреччині, у країнах Близького Сходу. В Росії кількість мовців 303 000 чоловік (2002 р., перепис).
Основні діалекти: карачаєво-баксано-чегемський («ч»-діалект, основа літературої мови) та верхнебалкарський («ц»-діалект).
Писемність у 1920–1924 рр. на основі арабського письма, у 1924–1936 рр. на основі латиниці, з 1936 р. — кирилиці.
Карачаево-балкарська мова є однією з державних мов Карачаєво-Черкеської (Закон «О языках народов Карачаево-Черкесской Республики», 1996) та Кабардино-Балкарської (Закон «О языках народов Кабардино-Балкарской Республики», 1995) республік. У першій з них вона називається карачаєвською (къарачай тил), у другій — балкарською (малкъар тил).
Карачаєво-балкарською мовою видаються газети Заман та Къарачай.

### Сайти карачаєво-балкарською мовою
- Къарачай-Черкес Республика [Архівовано 25 січня 2010 у Wayback Machine.] — Інформація про Карачаєво-Черкеську Республіку, словники та зразки літератури.
- Karachay-Малхар — Карачаєво-балкарською та англійською мовами.
- Silpagarlani Ahmad [Архівовано 16 січня 2021 у Wayback Machine.] — Домашня сторінка з матеріалами про карачаєво-балкарську абетку.